# Stortorget, Lund

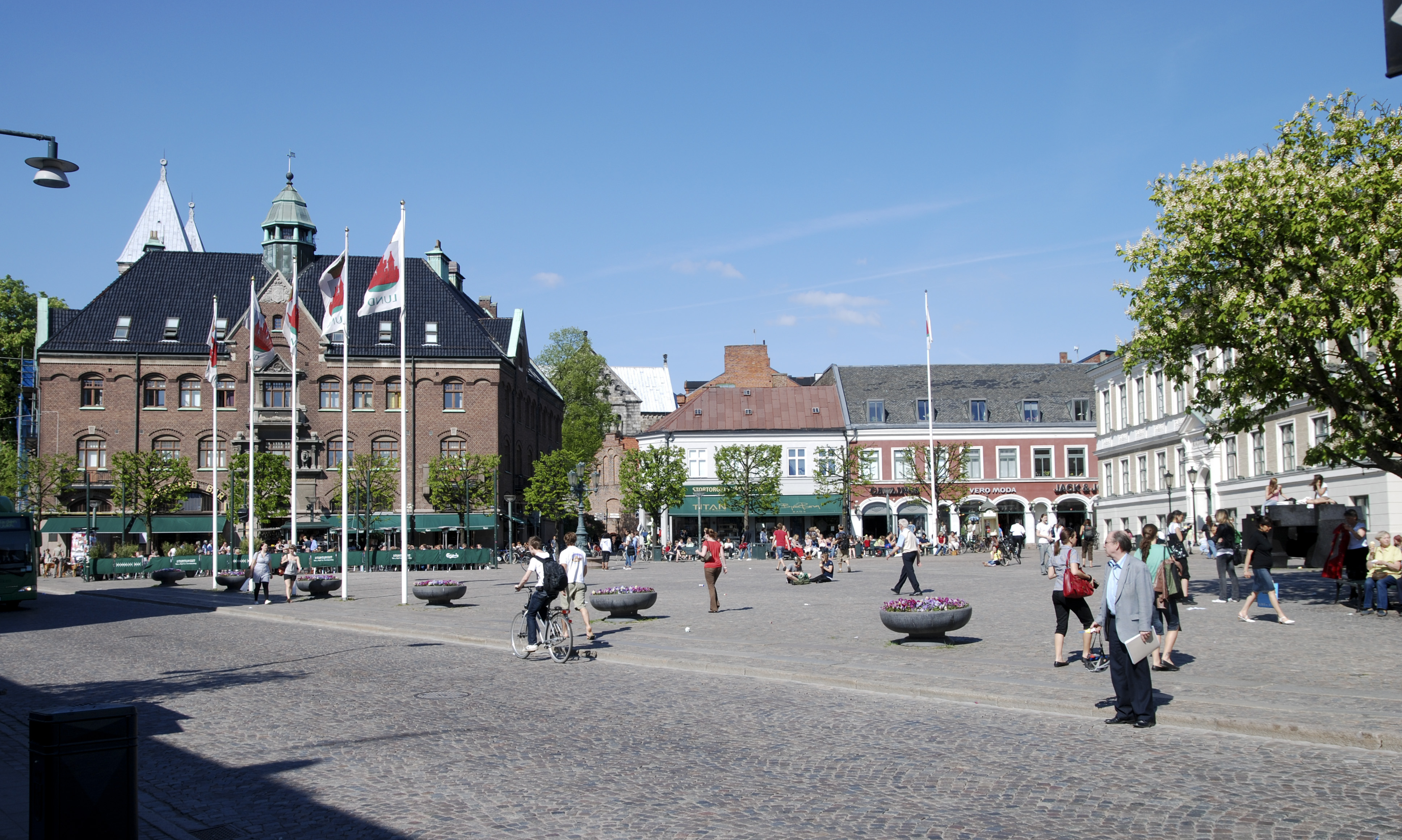
Stortorget i Lund. Sydsvenska kredit AB:s byggnad till vänster - Lilla Kyrkogatan försvann i samband med byggandet av huset.

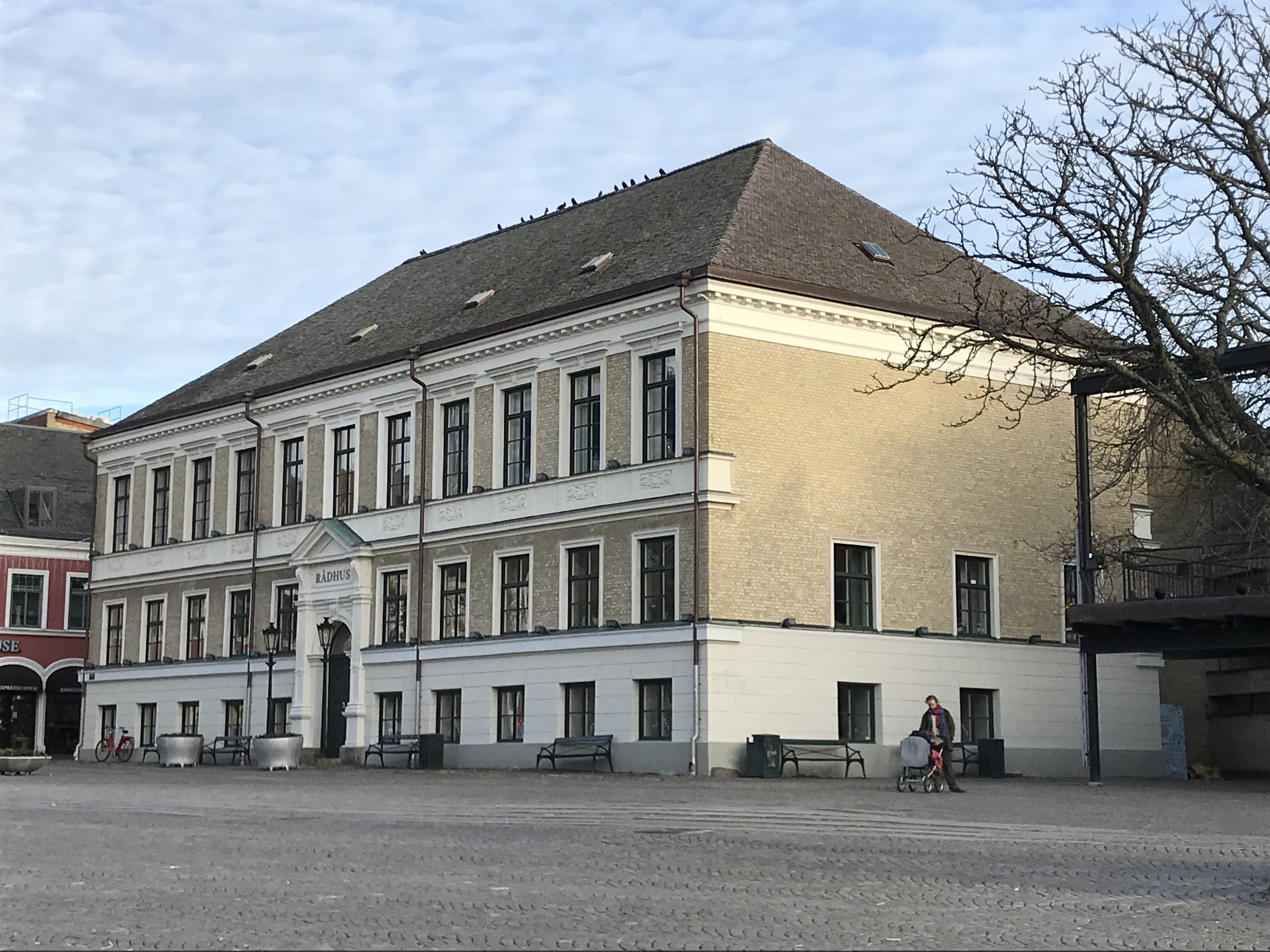
Rådhuset

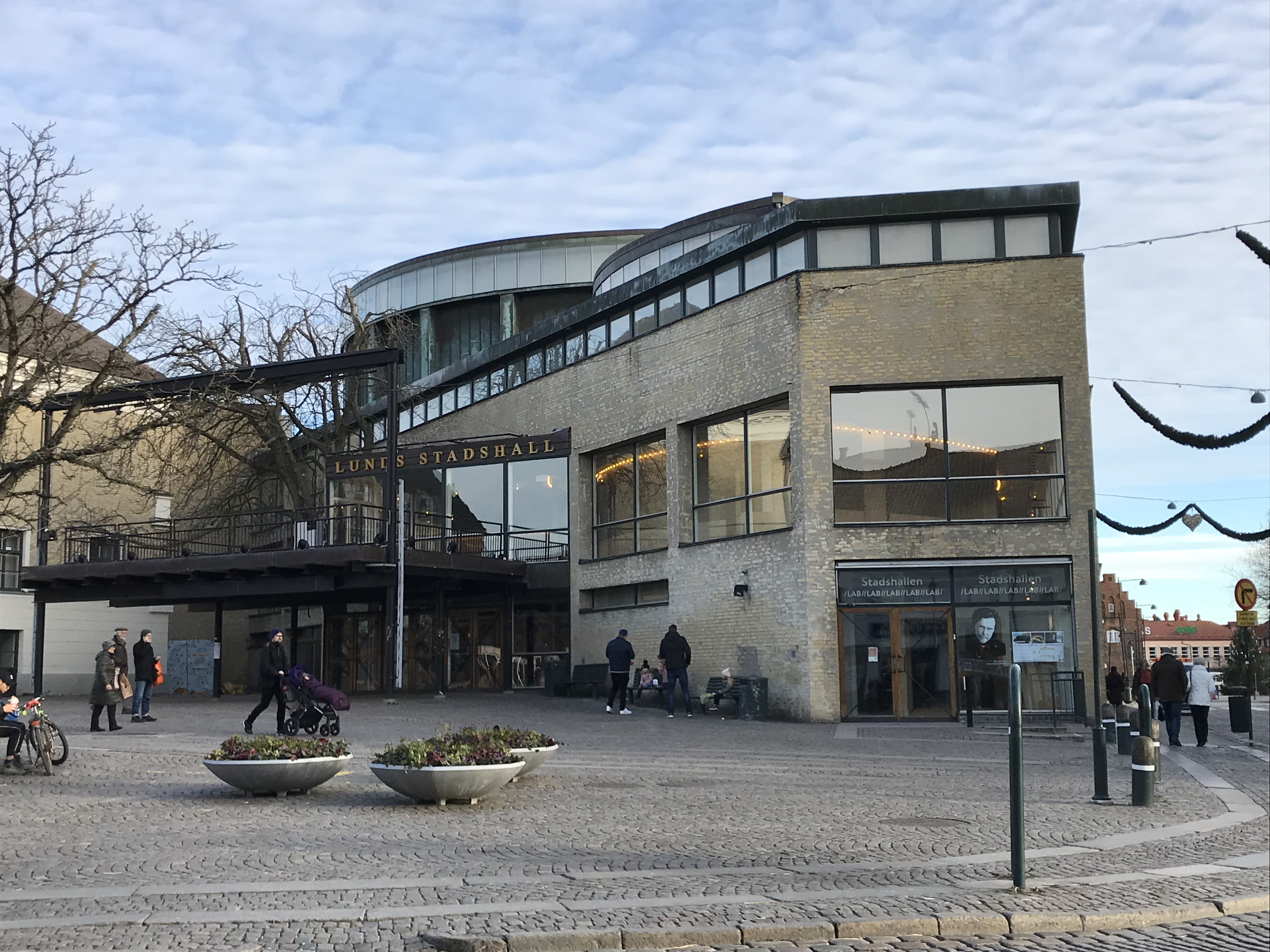
Lunds stadshall

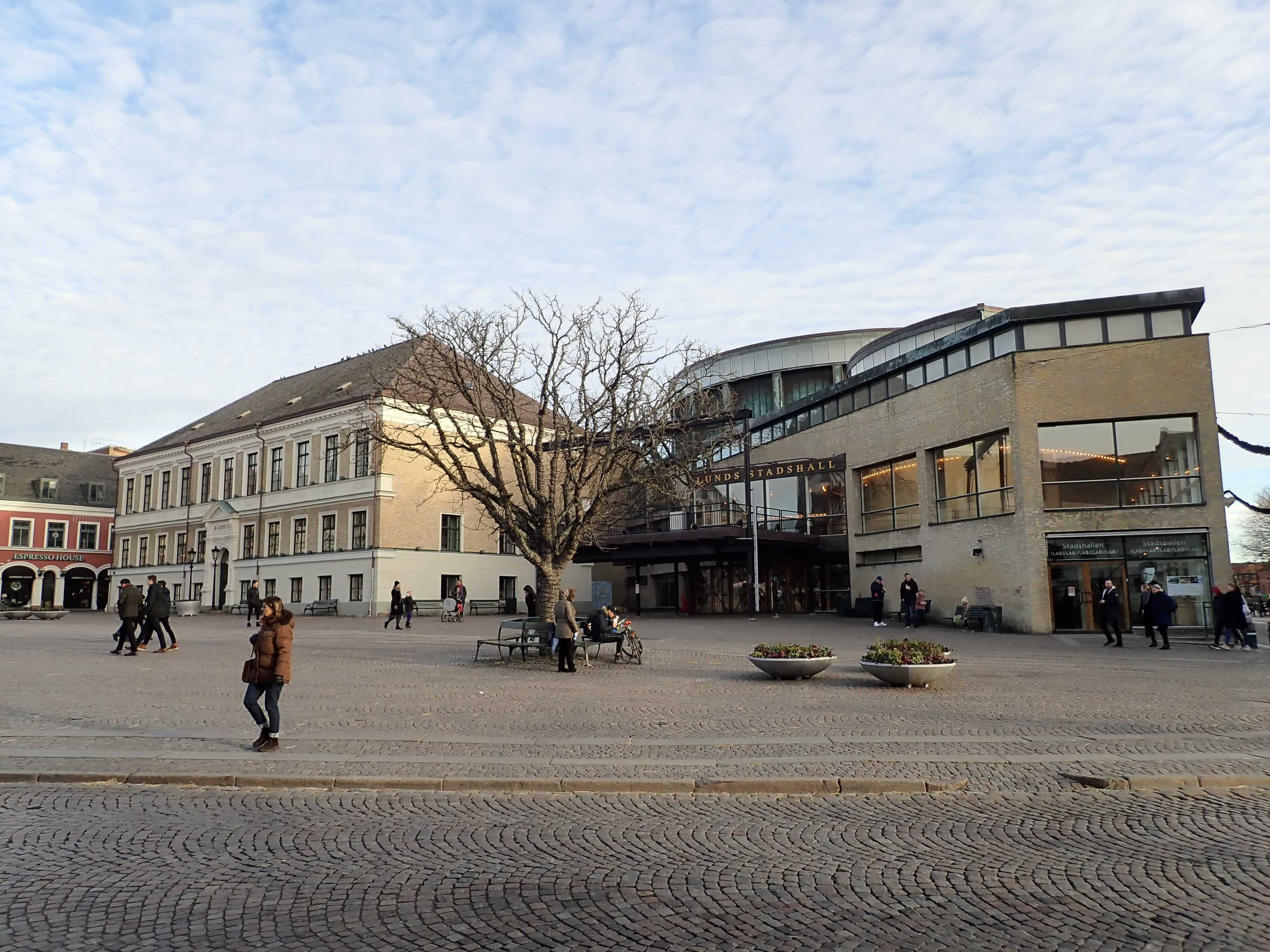
Rådhuset och Lunds stadshall vid Stortorget.

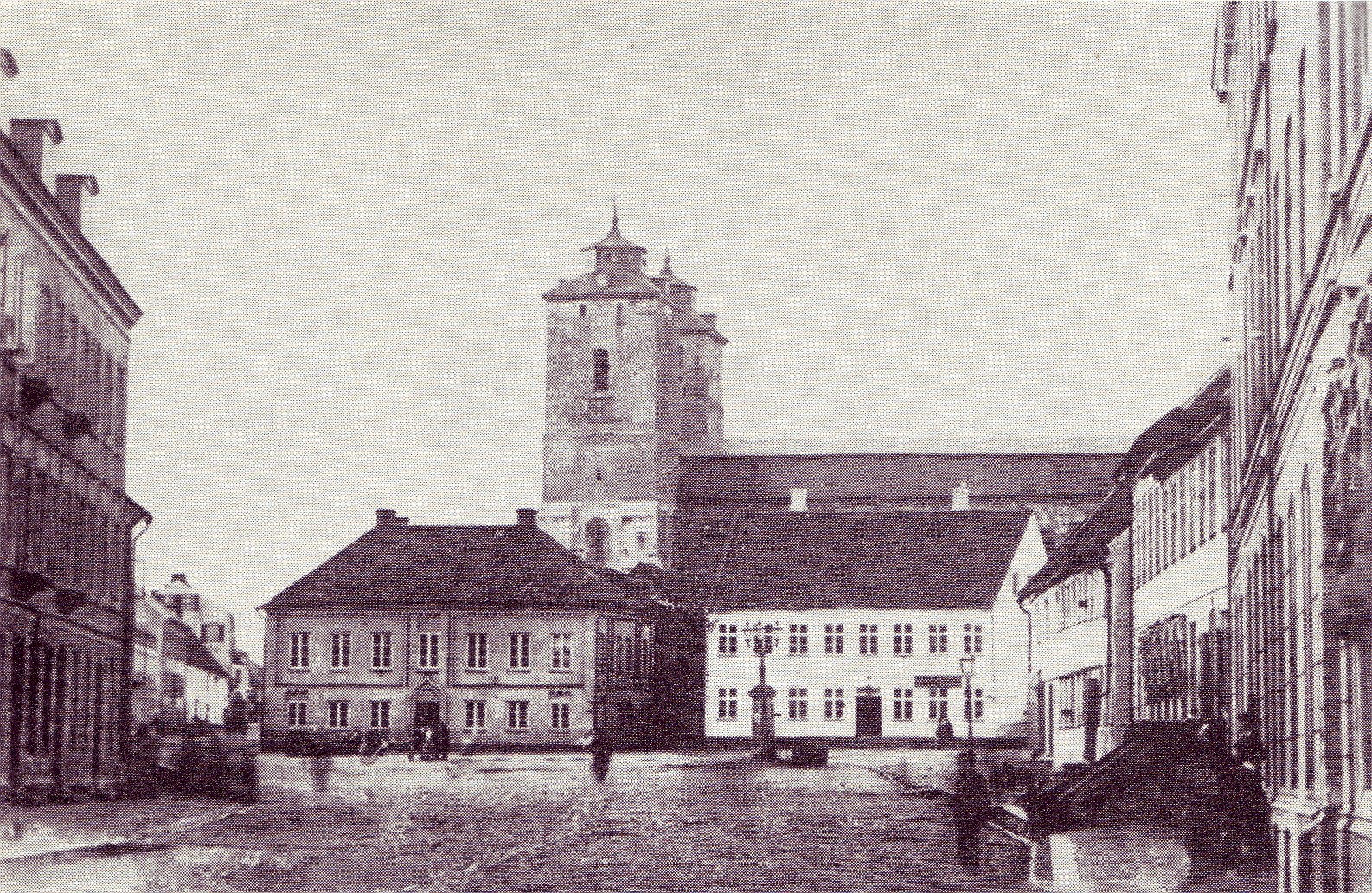
Stortorget i Lund under 1860-talet innan Lilla Kyrkogatan försvann (gatan är den smala gränd som går upp mot Domkyrkan). Här syns även Domkyrkans gamla, medeltida torn. Foto: B.A. Lindgren.

Stortorget är sedan tidig medeltid ett triangulärt format torg i centrala Lund, omkring 100 meter söder om Domkyrkan. Det är stadens kanske mest centralt belägna torg men långtifrån det ytmässigt största.

## Medeltidens torg
Stortorgets ursprung kan ledas tillbaka ända till stadens grundande. Det har fastställts att torget fanns utlagt vid 1000-talets mitt och var då bara en öppen triangulär yta som bildades genom en vidgning av Stora Södergatan. På 1100-talet belades hela torgytan med träplank och på 1200-talet började det troligen stensättas. Torget var Lunds medeltida centrum. Det var inte enbart en plats för handel utan antas också ha varit en viktig representativ plats för kungen och kyrkan.

## Det nutida torget
Under många år, fram till 1960-talet, var det ett centrum för den lokala busstrafiken och biltrafiken som passerade torget var mycket tät. Idag får endast cyklar och nyttotrafik passera torget.
Torgets nuvarande utformning kan härledas till tidiga 1900-talet och mitten av samma århundrade. I början av 1900-talet färdigställdes sammanlagt tre bankpalats vid torget. Det är tre stora tegelbyggnader som finns kvar än idag på torgets norra, nordvästra och västra sida. Uppförandet av Sydsvenska kreditaktiebolagets byggnad (1913) medförde att den medeltida Lilla Kyrkogatan, vilken sträckte sig från Domkyrkan till Stortorget, försvann.
På 1950-talet beslöt sig staden för att bygga en ny stadshall. Rådhuset, byggt 1830 och ligger på torgets östra sida. Huset finns kvar än idag och ligger bredvid Stadshallen ritad av Klas Anshelm som anses vara ett av hans främsta verk. Huset smälter trots sin modernitet väl in i torget och stör inte den omgivande stadsmiljön. På torgets södra sida finns ett lägenhets- och kontorskomplex med affärer i bottenvåningen byggt under 1960-talet i en diskret stil.
Trots denna modernitet upplevs inte torget som dominerat av alltför moderna hus. Torget är sedan länge inte stadens mest naturliga mötesplats, bland annat byggdes flera andra torg under 1800-talet som efterhand tog hand om de viktiga kreatursmarknaderna vilket gjorde att affärslivet i Lund flyttade sin dragningspunkt först västerut mot järnvägsstationen och så småningom åt öster. Torget är ett centrum i staden men knappast den enda naturliga mötesplatsen.

## Bebyggelse på västra sidan
Tre av torgets sidor domineras av en eller två byggnader. I öster finns rådhuset och stadshallen, i norr Sydbankens hus samt två äldre byggnader. I söder finns en större kontorsbyggnad. På västra sidan finns ett stråk med sammanhängande bebyggelse i kvarteret Sankt Clemens.

### Stortorget 2: Gleerups
Se även: Gleerups bokhandel.
Fastigheten Sankt Clemens 26, tidigare Sankt Clemens 4, historiskt tomt nummer 204.
En hörnbyggnad i två våningar med åtta bågformade skyltfönster på vardera sida. Tomten köptes är 1871 av Peter Ekelöf som lätt bygga det nuvarande huset på platsen, varifrån handelsfirman P. Ekelöf & Son drevs. I maj 1891 köptes Ekelöfska gården av Gleerupska universitetsbokhandelns ägare Hjalmar Möller som ville flytta verksamheten dit. P. Ekelöf & Son lade ner i början av 1892. Gleerups öppnade på sin nya adress den 15 augusti 1892. Möllers ättlingar drevs Gleerups bokhandel fram till 1999 när den såldes till Akademibokhandeln.

### Stortorget 4
Fastigheten Sankt Clemens 27, tidigare Sankt Clemens 5, historiskt tomt nummer 205.
Huset mot gatan i två våningar byggdes 1846 av kapten Christian Wahlgren. Senare övertogs fastigheten av Fredrik Borg för att inhysa hans bokhandelsrörelse, grundad 1783 av Johan Lundblad. Borgs bokhandel överläts 1869 till Philip Lindstedt och fick hans namn. År 1884 försågs fasaden med en rik ornamantal utsmyckning. Ph. Lindstedts universitetsbokhandel flyttade 1899 till Klostergatan/Kyrkogatan och sedan till en mer långvarig lokal på Klostergatan 8.
Lindstedtska gården inhyste Skånes enskilda bank fram till 1907 när denna bank flyttade in i ett nytt bankpalats på Kyrkogatan.
Byggnaden kom att inhysa en ny universitetsbokhandel år 1917, denna gång driven av Carl-Werner Lindström.
Runt millennieskiftet revs hela byggnaden, utom fasaden, för att bygga en ny galleria, Carl Werner-gallerian, döpt efter bokhandlaren. Efter några års nedgång bestämdes det i juni 2015 att Åhléns skulle lämna sin gamla lokal vid Stora Södergatan och ta över både hela gallerian och Stortorget 6. Åhléns invigdes den 30 januari 2016.

### Stortorget 6: Nya sparbanken
Del av fastigheten Sankt Clemens 22, historiskt tomt nummer 206.
Bankbyggnad för Nya sparbanken i Lund, byggd 1913-1914 efter Alfred Hellerströms ritningar. När Nya sparbanken gick ihop med Gamla sparbanken blev kontoret på Stortorget ett avdelningskontor. Lundabygdens sparbank lade ner kontoret den 16 mars 1978.
Bottenvåningen ingår sedan 2016 i Åhléns lokal.

### Stortorget 8

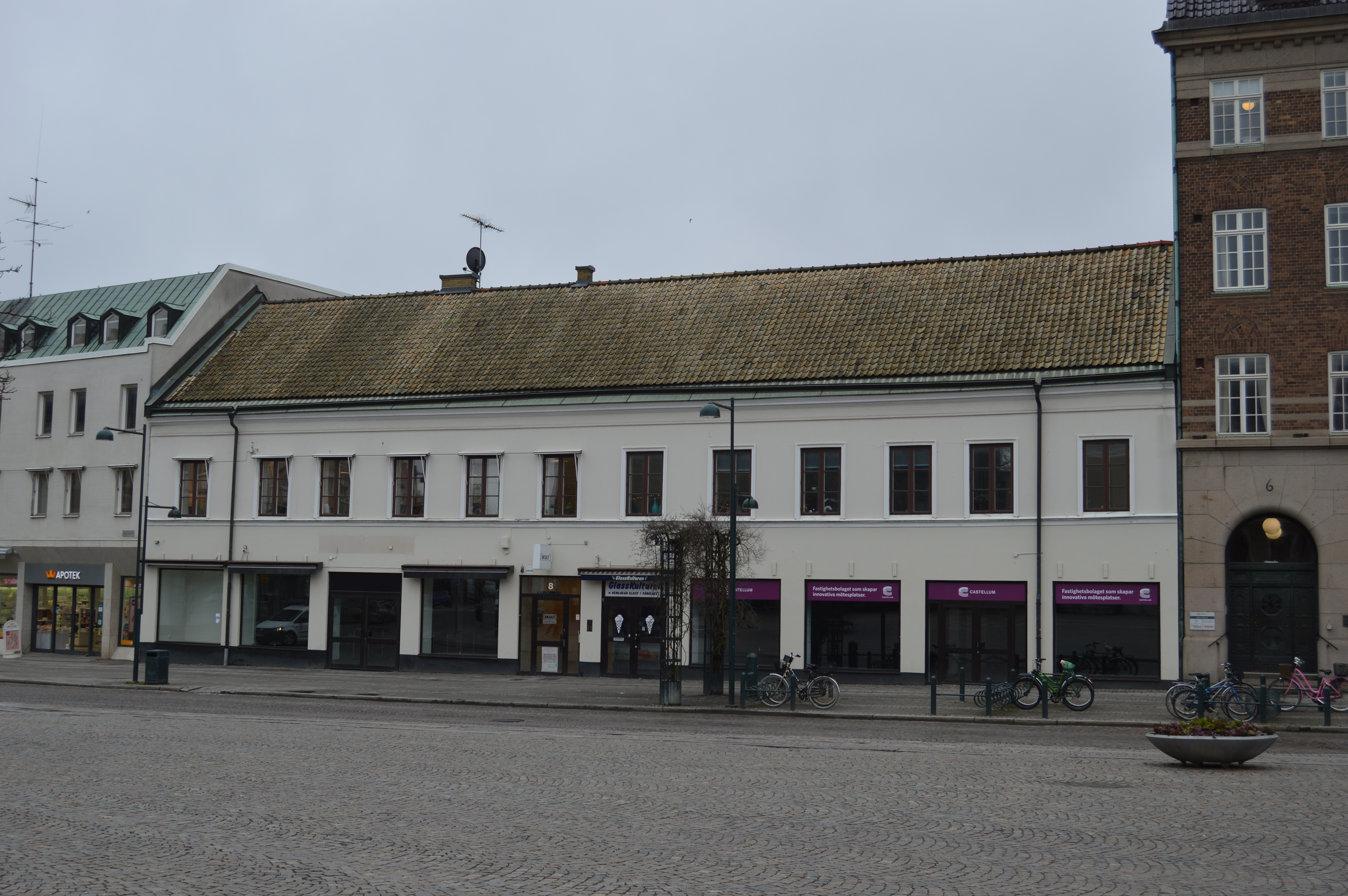
Stortorget 8.

Del av fastigheten Sankt Clemens 22, historiskt tomterna 207, 208 och 209.
Ett enklare tvåvåningshus, ursprungligen byggt 1810 och utvidgat söderut 1832 av handlare A. Ekberg. Fasaden gjordes enhetlig 1922 och gården bebyggdes i början av 1980-talet.
I mitten på fastigheten finns en mindre lokal som inhyser glasskiosken Glasskulturen. På vardera sida finns två större butikslokaler som länge inhyste olika butiker, men som byggdes ihop för att inhysa en Willys Hemma som sedan maj 2020 tar upp båda lokalerna.